# Serra de la Creu (Ventalló)
La Serra de la Creu és una serra situada al municipi de Ventalló a la comarca de l'Alt Empordà, amb una elevació màxima de 81 metres.